# Sonic the Hedgehog 4: Episode II
Sonic the Hedgehog 4: Episode II (jap.: ソニック・ザ・ヘッジホッグ エピソード, Hepburn: Sonikku za Hejjihoggu Fō: Episōdo Tsū) ist ein 2D-Jump-’n’-Run-Computerspiel, das vom Sonic Team und Dimps entwickelt und von Sega erstmals weltweit am 15. Mai 2012 für PlayStation 3 und Steam, sowie in den Folgetagen auch für die Online-Stores von Xbox 360, Android und iOS veröffentlicht wurde.
Auch wenn das Spiel audiovisuell an die erste Episode anknüpft und das Spielerlebnis konsequent fortführt, so wurde das Gameplay diesmal wieder mit Sonics Freund und Begleiter Tails ergänzt, der mit alten und neuen Fähigkeiten die Spielmöglichkeiten erweitert. Doch auch Dr. Eggman erhält wieder Unterstützung von seinem Roboter Metal Sonic aus Sonic the Hedgehog CD.
Es ist der Nachfolger von Sonic the Hedgehog 4: Episode I (2010) und der Vorgänger von Sonic Mania (2017).

## Handlung
Als der Little Planet dem Planeten Mobius nach einiger Zeit jetzt wieder etwas näher kommt, kann Dr. Eggman seinen Elite-Roboter Metal Sonic in der Stardust Speedway Zone, wo er von Sonic in Sonic the Hedgehog CD besiegt wurde, nach langer Suche wieder lokalisieren und ihn trotz schwerer Beschädigung per Fernwartung wieder reaktivieren. Dr. Eggman lässt Metal Sonic die Koordinaten des Planeten Mobius zukommen, woraufhin Metal Sonic vom Little Planet durch das Weltall bis zum Planeten Mobius fliegt und angekommen bei Dr. Eggman in der Mad Gear Zone repariert wird.
Als Sonic und Tails von Gerüchten erfahren, dass Eggman ein neues Death Egg im Weltraum zu bauen scheint, versuchen sie mit dem Doppeldecker-Flugzeug namens Tornado, Dr. Eggman zu lokalisieren und nehmen wieder die Verfolgung auf. Dabei kommt es in der White Park Zone zu einem furiosen Wiedersehen und Kampf gegen Metal Sonic auf Achterbahnschienen, den Sonic jedoch für sich entscheiden kann.
In Dr. Eggmans fliegender Festung gelangen Sonic und Tails zusammen in einer Fluchtkapsel zum bereits im Weltraum fertiggestellten Death Egg II. Dr. Eggman hat dieses offensichtlich im Weltall um den Little Planet herumgebaut und ihn damit komplett mit einer Metallschicht überzogen. Dort schlagen sie Metal Sonic in einem Wettrennen, besiegen Dr. Eggman mit vereinten Kräften und entkommen in zwei Rettungskapseln aus dem schwer beschädigten, explodierenden Death Egg II.

## Gameplay
In Sonic the Hedgehog 4: Episode II übernimmt der Spieler die Kontrolle über den blauen Igel Sonic the Hedgehog, der von Miles Tails Prower auf Schritt und Tritt begleitet wird, in einem sidescrollenden 2D-Jump-'n'-Run. Das Leveldesign passt sich mit Sprungfedern, Loopings und mehr dem dynamischen, schnellen Spielgefühl an. Neben dem Steuerkreuz zur Bewegung ist nur ein Aktionsknopf zum Springen nötig. In springender oder rollender Form, Spin Attack genannt, kann Sonic Gegner besiegen oder Itemboxen in Form von Monitoren, auf dessen Bildschirm das jeweilige enthaltene Item angezeigt wird, öffnen. Wenn man mit dem Steuerkreuz nach unten die Spielfigur ducken lässt und dann die Sprungtaste betätigt und loslässt, kann sie mit dem Spin Dash aus dem Stand schnell mit der Spin Attack nach vorne preschen. Wenn man im Sprung nochmals die Sprung-Taste betätigt, nutzt Sonic seine Fähigkeit Homing Attack, womit er eine direkte, zielgerichtete Attacke auf nahegelegene, mit Fadenkreuzen entsprechend markierte Ziele wie Gegner, Bumper oder Monitore ausführen kann. Mit dem anderen Aktionsknopf können Sonic und Tails gemeinsame Moves ausführen: Auf dem Boden stehend rollen sie sich zu einem einzigen, großen Ball zusammen, schießen nach vorne und können auch größere Wände oder Hindernisse entfernen. Beim Druck auf den Aktionsknopf in der Luft fliegt man mit Tails’ Propellerschwänzen (bzw. schwimmt unter Wasser), während er Sonic hält, womit höhergelegene Orte erreicht oder gewagte Rettungsmanöver bei Sprüngen in Abgründe ausgeführt werden können. Bei Berührung können die goldenen Ringe eingesammelt werden; Nimmt Sonic Schaden, verliert er die Ringe. Nimmt Sonic Schaden, ohne Ringe zu besitzen, fällt in einen tödlichen Abgrund, wird zerquetscht oder ertrinkt, verliert er ein Extraleben, von denen man zu Spielbeginn drei besitzt. Sammelt man 100 Ringe, erhält man ein weiteres Extraleben. Auch in den Monitoren kann ein Extraleben, zehn Ringe, ein Schutzschild, vorübergehende erhöhte Geschwindigkeit, vorübergehende Unverwundbarkeit oder die einmalige Fähigkeit zur Special Combination, die alle Gegner auf dem Bildschirm besiegt, enthalten sein. Checkpoints in Form von Laternen markieren bei einem Lebensverlust den Rücksetzpunkt. Auch werden bei allen Aktionen Punkte gesammelt, die wiederum „Continues“ geben können, sodass das Spiel trotz Verlust sämtlicher Extraleben fortgesetzt werden kann. Die meisten Gegner können mit der Spin Attack besiegt werden, was Punkte bringt und die gefangenen Tiere befreit.
Das Spiel besteht aus fünf Zonen (Sylvania Castle Zone, White Park Zone, Oil Desert Zone, Sky Fortress Zone und Death Egg II Zone) mit regulär drei Acts, die als Level definiert werden können, plus eines separaten vierten Acts, der aus einem Bosskampf gegen Dr. Eggman und einer seiner tödlichen Maschinen besteht. Die Ausnahme bildet die Death Egg II Zone, die aus nur zwei Acts mit Bosskämpfen besteht. Jede Zone hat dabei ihre eigene Thematik, Aussehen und Gegner-Vielfalt. Wenn Sonic mit mindestens 50 Ringen das Ende eines ersten oder zweiten Acts einer Zone erreicht, kann er unmittelbar hinter dem Ziel durch einen großen Ring in eine der sieben Special Stages gelangen, wo es jeweils einen der sieben im Spiel befindlichen Chaos Emeralds zu finden gibt. Beendet der Spieler das Spiel ohne alle Chaos Emeralds, erscheint eine Nachricht mit dem Text „Try Again“ nach dem Abspann, in dem Dr. Eggman die fehlenden Chaos Emeralds besitzt. Sobald Sonic alle sieben Chaos Emeralds gesammelt hat, kann er sich, wenn er mindestens 50 Ringe besitzt und sich in der Luft befindet, in Super Sonic verwandeln. In dieser Form ist der Spieler unverwundbar, deutlich schneller und springt höher, jedoch zählt die Ringanzahl stetig rückwärts. Sobald alle Ringe aufgebraucht sind, verwandelt man sich zu Sonic zurück.

### Level
| Nr. | Zone                 | Acts | Bosskampf              | Gegner                                         |
| --- | -------------------- | ---- | ---------------------- | ---------------------------------------------- |
| 1   | Sylvania Castle Zone | 4    | Egg Serpentleaf        | Fullboar, Chop Chop, Mantis, Zoomer, Bubbles   |
| 2   | White Park Zone      | 4    | Metal Sonic            | Fullboar, Chop Chop, Snowy, Spikes, Steelion   |
| 3   | Oil Desert Zone      | 4    | Egg Scrap Mech         | Sandworm, Flamer, Scarabesque, Bubbles         |
| 4   | Sky Fortress Zone    | 4    | Metal Carrier          | Fullboar, Turtloids, Balkiry, Clucker, Bubbles |
| 5   | Death Egg II Zone    | 2    | Metal Sonic, Egg Heart | -                                              |

## Episode Metal
Sonic the Hedgehog 4: Episode Metal wurde zusammen mit Episode II veröffentlicht und bietet Bonusinhalte, wenn man Episode I und Episode II auf demselben System (entweder PlayStation 3, Xbox 360, Steam, iOS, Android oder Ouya) besitzt und heruntergeladen hat. Episode Metal zeigt in kurzen Zwischensequenzen die Vorgeschichte von Episode II, wie Metal Sonic von Dr. Eggman wiedergefunden und repariert wird. Im Anschluss spielt man Metal Sonic in den Leveln von Episode I in der Reihenfolge Mad Gear Zone, Lost Labyrinth Zone, Casino Street Zone und Splash Hill Zone, jedoch mit anderem Levelverlauf und erhöhtem Schwierigkeitsgrad.

## Entwicklung
Laut Segas Brand Manager Ken Balough entstanden schon viele Levelideen für die zweite Episode während der Entwicklung von Sonic the Hedgehog 4: Episode I. Im Februar 2011 wurde erstmals bestätigt, dass sich Episode II in Entwicklung befindet und über ein höheres Budget verfügen soll als der Vorgänger. Am 23. August 2011 gab Sonic-Team-Chef Takashi Iizuka bekannt, dass man sich für 2011 zunächst auf den Jubiläumstitel Sonic Generations fokussieren möchte und Sonic the Hedgehog 4: Episode II im Jahre 2012 erscheinen soll. Am 29. Dezember 2011 wurde ein erster Teaser-Trailer gezeigt, der auch ein Wiedersehen mit Tails und Metal Sonic andeutete und die geplanten Plattformen bekanntgab, womit auch bekannt wurde, dass es anders als beim Vorgänger keine Version für die Wii geben soll, da man sich sonst zu sehr hardwaretechnisch limitieren müsse. Am 21. April 2012 wurde Sonic the Hedgehog 4: Episode II versehentlich auf Steam freigegeben und am Folgetag wieder entfernt.
Die offizielle Veröffentlichung erfolgte dann im Mai 2012 für die Online-Stores von PlayStation 3, Xbox 360, Steam, iOS und Android. Im Juli 2013 folgten Umsetzungen für die Systeme Ouya und Nvidia Shield sowie 2014 in Nordamerika für PlayStation Now. Der ursprünglich geplante Nachfolger Sonic the Hedgehog 4: Episode III wurde offiziell gecancelt, wie 2015 bekannt wurde.

## Rezeption
Sonic the Hedgehog 4: Episode II wurde von der Fachpresse mit gemischten Wertungen aufgenommen, meist jedoch unterliegt diese Episode dem direkten Vorgänger im Wertungsvergleich.

„Sonic 4: Episode II sieht wie sein Vorgänger richtig hübsch aus, läuft fast immer flüssig und stellt dem Turboigel seinen zweischwänzigen Fuchskumpel Tails zur Seite. Im Vergleich zu Episode I hat Sega die Sprung- und Beschleunigungsphysik überarbeitet, Sonic fühlt sich schwerer, aber auch träger an. Soll heißen: Highspeed-Feeling kommt selten bzw. nur dann auf, wenn Ihr die teils stark verzweigten Stages erneut besucht. Wie im Vorgänger sind die Obermotz-Kämpfe meist so langweilig wie langwierig ein weiterer Minuspunkt sind die vielen lahmen Unterwasser-Abschnitte samt nervigem Lufthol-Feature. Obendrein funktioniert die Homing-Attacke nicht immer wie gewünscht und die Himmels-Episode auf Tails’ Flieger steht für Langeweile pur. Noch was vergessen: richtig, der Sound. Selbst dieses Sonic-Aushängeschild enttäuscht „freut“ Euch auf nerviges Elektrogedudel in viel zu kurzen Dauerschleifen. Hübsch anzusehender, aber spielerisch noch enttäuschenderer Igel-Hüpfer als der Vorgänger.“

Laut Steam wurde Sonic the Hedgehog 4: Episode II bis zum Jahr 2018 rund 300.000 Mal für Steam heruntergeladen.